# Seszele na Letnich Igrzyskach Olimpijskich 1992
Seszele na Letnich Igrzyskach Olimpijskich 1992 reprezentowało 11 zawodników: 10 mężczyzn i jedna kobieta. Był to 3 start reprezentacji Seszeli na letnich igrzyskach olimpijskich.

## Skład kadry

### Boks
Mężczyźni
- Rival Cadeau waga lekkośrednia do 71 kg - 9. miejsce,
- Roland Raforme waga półciężka do 81 kg - 5. miejsce,

### Lekkoatletyka
Mężczyźni
- Joseph Adam - bieg na 400 m - odpadł w eliminacjach,
- Giovanny Fanny - bieg na 400 m przez płotki - odpadł w eliminacjach,
- Danny Beauchamp

skok w dal - 37. miejsce,
skok wzwyż - 33. miejsce,
- Paul Nioze - trójskok - 22. miejsce,

### Pływanie
Kobiety
- Elke Talma

100 m stylem klasycznym - 42. miejsce,
200 m stylem klasycznym - 39. miejsce,
200 m stylem zmiennym - 43. miejsce,
Mężczyźni
- Ivan Roberts

50 m stylem dowolnym - 58. miejsce,
100 m stylem dowolnym - 67. miejsce,
- Kenny Roberts

50 m stylem dowolnym - 68. miejsce,
100 m stylem dowolnym - 72. miejsce,
100 m stylem klasycznym - 58. miejsce,
200 m stylem klasycznym - nie sklasyfikowany (dyskwalifikacja),
200 m stylem zmiennym - 51. miejsce,
- Jean-Paul Adam

200 m stylem dowolnym - 54. miejsce,
400 m stylem dowolnym - 46. miejsce,
200 m stylem dowolnym - 52. miejsce,

### Żeglarstwo
Mężczyźni
- Danny Adeline - windsurfing - 36. miejsce,